# Athlétisme aux Jeux paralympiques d'été de 2024
Navigation
Tokyo 2020 Los Angeles 2028
L'athlétisme aux Jeux paralympiques d'été de 2024 se déroulent du 30 août au 8 septembre 2024. Les épreuves sur piste se déroulent au sein du Stade de France, pendant que les épreuves sur route auront lieu dans la ville de Paris. Il s'agit de la 17e apparition de l'athlétisme aux Jeux paralympiques.
Cent soixante-quatre finales figurent au programme de cette compétition (90 masculines, 73 féminines et une mixte), soit trois de moins que lors de la précédente édition des Jeux à Tokyo.

## Organisation

### Sites des compétitions
Épreuves sur piste

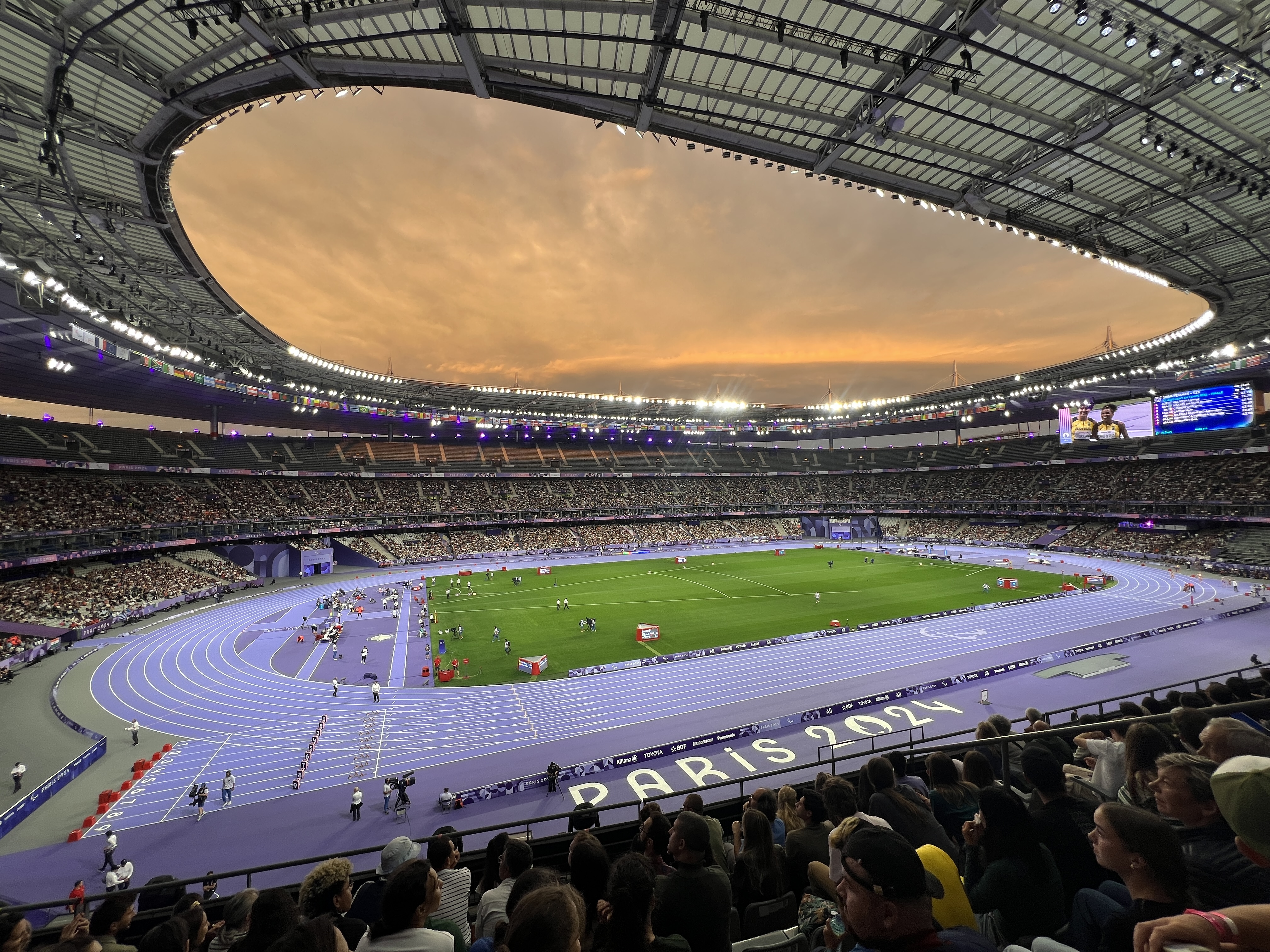
Le stade de France durant la compétition.

Le stade de France situé au nord de Paris sur la commune de Saint-Denis fera office de stade olympique. En configuration athlétisme, il peut accueillir 75 000 spectateurs. Le stade de France fait l'objet de travaux de modernisation et de mise en conformité avant les Jeux olympiques et paralympiques, ce qui le rend indisponible pendant sept mois : agrandissement de la piste d'athlétisme, installation de nouveaux écrans géants, installation de la 5G.
Épreuves sur route

### Classification

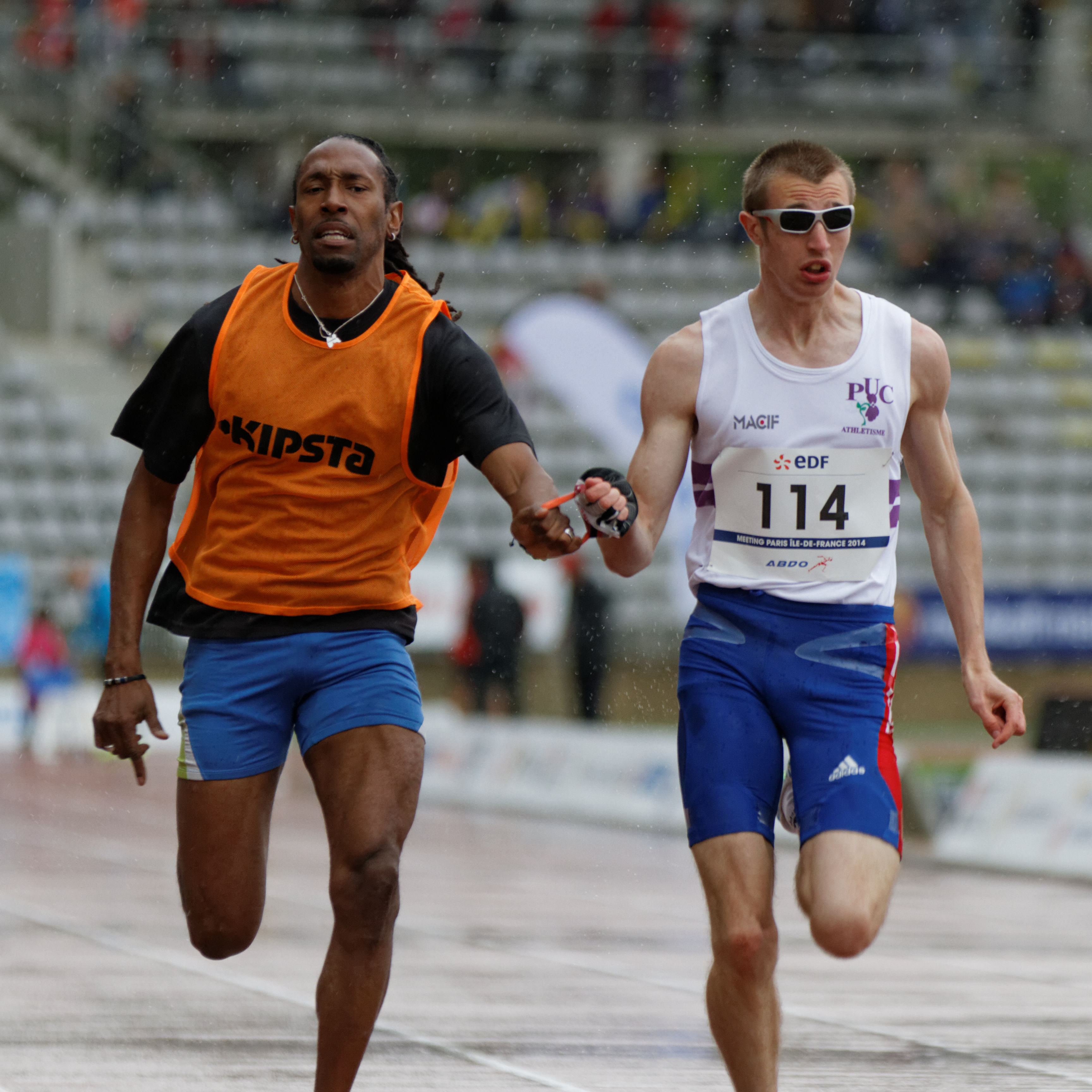
Timothée Adolphe (T11) et son guide Cédric Felip.

Les épreuves sont catégorisées par une lettre – « T » (track) pour la course, « F » (field) pour le lancer ou le saut –, suivie d'un nombre qui indique la nature et le degré du handicap. Le premier chiffre indique la nature du handicap, le second la gravité, plus celui-ci est bas, plus grave est le handicap.
Sept catégories sont prises en compte : 
- La catégorie 1 est pour les athlètes non-voyants (11) (les non-voyants concourent avec un bandeau ou des lunettes noires) et malvoyants (12 et 13) ;
- La catégorie 2 (20) est pour les athlètes déficients mentaux et moteurs (QI inférieur à 75 et preuve de handicap nuisant à la performance) ;
- La catégorie 3 est pour les athlètes atteints de paralysie cérébrale (hémiplégie, diplégie etc., lourde à légère) ;
- La catégorie 4 est pour les athlètes de petite taille (seulement pour les lancers) ou avec une puissance musculaire altérée des membres inférieurs (sans prothèse) ainsi que les athlètes amputés des membres supérieurs. ;
- La catégorie 5 est pour les athlètes atteints à la moelle épinière, qui participent aux épreuves en fauteuil roulant (tétraplégie, paraplégie, hémiplégie, et assimilés);
- La catégorie 6 est pour les athlètes amputés des membres inférieurs (avec prothèses);
- La catégorie 7 est pour les athlètes atteints de troubles sévères de la coordination.

Ci-dessous le tableau récapitulatif général :
| Courses   | Courses | Lancers et sauts | Lancers et sauts |
| Catégorie | Observations | Catégorie        | Observations |
| --------- | --- | ---------------- | --- |
| T11 à T13 | Handicap visuel. T11 signifie une cécité totale. Pour les courses du 100 mètres au 800 mètres, les athlètes aveugles courent avec un guide qui s'assure qu'ils ne sortent pas de leur couloir. | F11 à F13        | idem |
| T20       | Handicap mental. | F20              | idem |
| T31 à T38 | Infirmité motrice cérébrale. Les catégories 31 à 33 recouvrent la tétraplégie (selon la lourdeur du handicap, "31" étant le handicap le plus lourd). Les athlètes catégorisés 34 ou 35 sont handicapés à divers degrés des bras et des jambes ; un athlète catégorisé 34 peut être en fauteuil roulant, mais pas un athlète catégorisé 35. Les athlètes catégorisés 36 sont atteints d'athétose ou d'ataxie, et peuvent marcher et courir sans support (bien qu'avec difficulté). La catégorie 37 est celle d'une hémiplégie moyenne ou minimale ; l'athlète marche et court aussi sans support (en boitant). La catégorie 38, pour les handicaps les moins lourds, recouvre une hémiplégie, diplégie, athétose ou ataxie « minimale ». | F31 à F38        | idem |
| T40 à T47 | Petite taille, puissance musculaire altérée et amputation des membres supérieurs. La catégorie 40 est celle des athlètes de petite taille (taille inférieure à 130 cm pour les hommes et 125 cm pour les femmes). La catégorie 41 est celle des athlètes de petite taille (taille inférieure à 145 cm pour les hommes et 137 cm pour les femmes). Les athlètes catégorisés 42 ont une puissance musculaire altérée au dessus du genou (simple ou bilatérale), 43 au dessous du genou (bilatérale) et 44 au dessous du genou (simple). Les athlètes catégories 45, 46 ou 47 sont amputés des deux bras (45) ou d'un seul au dessus du coude (46), ou d'une amputation entre coude et poignet (47).                                       | F40 à F47        | idem |
| T51 à T54 | Blessés médullaires. Athlètes en fauteuil roulant (épreuves de course). La catégorie 51 désigne le niveau de handicap le plus lourd (peu ou pas de mouvement des jambes et du torse, problèmes d'équilibre sévères, couplés à un handicap aux mains ou aux bras), et 54, le moins lourd (pas de handicap aux bras). | F51 à F57        | Athlètes en fauteuil roulant (épreuves de lancer assis). Le principe est le même, mais avec une gamme de distinctions élargie. |
| T61 à 64  | Amputation au niveau des membres inférieurs. Les athlètes sont amputés avec prothèses : bi-amputés fémoraux (61), bi-amputés tibiaux (62), amputé fémoral (63) et amputé tibial (64). Par exemple, la néerlandaise Fleur Jong, amputée des deux jambes, participe aux épreuves de la catégorie T62 et T64, et porte des prothèses. | F61 à 64         | |
| T71 à 72  | Troubles sévères de la coordination. Ils pratiquent uniquement le frame running. |                  | |

## Participation

### Nations participantes
| Afrique | Amériques | Asie | Europe | Océanie                                                                            |
| --- | --- | --- | --- | ---------------------------------------------------------------------------------- |
| - Afrique du Sud - Algérie - Angola - Arabie saoudite - Bénin - Botswana - Burkina Faso - Burundi - Cameroun - Cap-Vert - République centrafricaine - République du Congo - République démocratique du Congo - Côte d'Ivoire - Égypte - Érythrée - Éthiopie - Gabon - Gambie - Ghana - Guinée - Guinée-Bissau - Kenya - Lesotho - Liberia - Libye - Malawi - Mali - Maroc - Maurice - Mozambique - Namibie - Nigeria - Ouganda - Rwanda - Sao Tomé-et-Principe - Sénégal - Sierra Leone - Somalie - Tanzanie - Togo - Tunisie - Zambie - Zimbabwe | - Argentine - Bermudes - Brésil - Canada - Chili - Colombie - Costa Rica - Cuba - Équateur - États-Unis - Grenade - Guatemala - Haïti - Îles Vierges des États-Unis - Jamaïque - Mexique - Nicaragua - Panama - Paraguay - Pérou - Porto Rico - République dominicaine - Trinité-et-Tobago - Venezuela | - Azerbaïdjan - Bahreïn - Cambodge - Chine - Corée du Sud - Émirats arabes unis - Hong Kong - Inde - Indonésie - Iran - Irak - Japon - Jordanie - Kazakhstan - Kirghizistan - Koweït - Laos - Liban - Macao - Malaisie - Maldives - Mongolie - Birmanie - Oman - Ouzbékistan - Pakistan - Palestine - Philippines - Qatar - Singapour - Sri Lanka - Syrie - Taipei chinois - Thaïlande - Timor oriental - Viêt Nam - Yémen | - Allemagne - Arménie - Autriche - Belgique - Bulgarie - Chypre - Croatie - Danemark - Espagne - Estonie - Finlande - France - Géorgie - Grande-Bretagne - Grèce - Hongrie - Irlande - Islande - Italie - Kosovo - Lettonie - Lituanie - Luxembourg - Malte - Moldavie - Monténégro - Norvège - Pays-Bas - Pologne - Portugal - Serbie - Slovénie - Slovaquie - Suisse - Tchéquie - Turquie - Ukraine | - Australie - Fidji - Îles Salomon - Kiribati - Nouvelle-Zélande - Tonga - Vanuatu |
| 44 pays | 24 pays | 37 pays | 37 pays | 7 pays                                                                             |
| - Équipe paralympique des réfugiés - Athlètes individuels neutres | | | |                                                                                    |

## Médaillés

### Hommes

#### 100 mètres
| Épreuves  | Or                                                | Argent                                  | Bronze                           |
| 100 m T11 | Athanásios Ghavélas Guide : Ioannis Nyfantopoulos | Timothée Adolphe Guide : Charles Renard | Di Dongdong Guide : Lian Jiageng |
| 100 m T12 | Serkan Yildirim Noah Malone                       | Joeferson Marinho de Oliveira           | Zac Shaw                         |
| 100 m T13 | Skander Djamil Athmani                            | Salum Ageze Kashafali                   | Kawakami Shuta                   |
| 100 m T34 | Chaiwat Rattana                                   | Walid Ktila                             | Austin Smeenk                    |
| 100 m T35 | Ihor Tsvietov                                     | Artem Kalashian                         | Dimitrii Safronov                |
| 100 m T36 | James Turner                                      | Alexis Sebastian Chavez                 | Yang Yifei                       |
| 100 m T37 | Ricardo Gomes de Mendonça                         | Saptoyogo Purnomo                       | Andrei Vdovin                    |
| 100 m T38 | Jaydin Blackwell                                  | Ryan Medrano                            | Juan Alejandro Campas Sanchez    |
| 100 m T44 | Mpumelelo Mhlongo                                 | Yamel Luis Vives Suares                 | Eddy Bernard                     |
| 100 m T47 | Petrucio Ferreira dos Santos                      | Korban Best                             | Aymane El Haddaoui               |
| 100 m T51 | Cody Fournie                                      | Peter Genyn                             | Toni Piispanen                   |
| 100 m T52 | Maxime Carabin                                    | Marcus Perrineau Daley                  | Tomoki Sato                      |
| 100 m T53 | Abdulrahman Alqurashi                             | Pongsakorn Paeyo                        | Ariosvaldo Fernandes da Silva    |
| 100 m T54 | Juan Pablos Cervantes Garcia                      | Athiwat Paeng-Nuea                      | Leon-Pekka Tahti                 |
| 100 m T63 | Ezra Frech                                        | Daniel Wagner                           | Vinicius Goncalves Rodrigues     |
| 100 m T64 | Sherman Isidro Guity Guity                        | Maxcel Amo Manu                         | Felix Streng                     |

#### 200 mètres
| Épreuves  | Or                         | Argent                    | Bronze                          |
| 200 m T35 | Ihor Tsvietov              | Dmitrii Safronov          | Artem Kalashian                 |
| 200 m T37 | Andrei Vdovin              | Ricardo Gomes de Mendonça | Christian Gabriel Luiz da Costa |
| 200 m T51 | Cody Fournie               | Toni Piispanen            | Peter Genyn                     |
| 200 m T64 | Sherman Isidro Guity Guity | Levi Vloet                | Mpumelelo Mhlongo               |

#### 400 mètres
| Épreuves  | Or                                                                 | Argent                                | Bronze                                                      |
| 400 m T11 | Enderson German Santos Gonzalez Guide : Eubrig Jose Maza Carabello | Timothée Adolphe Guide : Jeffrey Lami | Guillaume Junior Atangana (RPT) Guide : Donard Ndim Nyamjua |
| 400 m T12 | Mouncef Bouja                                                      | Noah Malone                           | Rouay Jebabli                                               |
| 400 m T13 | Skander Djamil Athmani                                             | Ryota Fukunaga                        | Buinder Brainer Bermudez Villar                             |
| 400 m T20 | Jhon Sebastian Obando Asprilla                                     | David Jose Pineda Mejia               | Yovanni Philippe                                            |
| 400 m T36 | James Turner                                                       | William Stedman                       | Alexis Sebastian Chavez                                     |
| 400 m T37 | Andrei Vdovin                                                      | Bartolomeu da Silva Chaves            | Amen Allah Tissaoui                                         |
| 400 m T38 | Jaydin Blackwell                                                   | Ryan Medrano                          | Juan Alejandro Campas Sanchez                               |
| 400 m T47 | Aymane El Haddaoui                                                 | Ayoub Sadni                           | Thomas Ruan de Moraes                                       |
| 400 m T52 | Maxime Carabin                                                     | Tomoki Sato                           | Tomoy Ito                                                   |
| 400 m T53 | Pongsakorn Paeyo                                                   | Brent Lakatos                         | Brian Siemann                                               |
| 400 m T54 | DAI Yunqiang                                                       | Athiwat Peang-Nuea                    | Daniel Romanchuk                                            |
| 400 m T62 | Hunter Woodhall                                                    | Johannes Floors                       | Olivier Hendriks                                            |

#### 800 mètres
| Épreuves  | Or            | Argent           | Bronze          |
| 800 m T34 | Austin Smeenk | Chaiwat Rattana  | Rheed McCracken |
| 800 m T53 | Brent Lakatos | Pongsakorn Paeyo | Brian Siemann   |
| 800 m T54 | Hua Jin       | Yunqiang Dai     | Marcel Hug      |

#### 1 500 mètres
| Épreuves    | Or                                                         | Argent                                               | Bronze                                                            |
| 1 500 m T11 | Yelstin Jacques Guide : dos ANJOS SANTOS Guilherme Ademils | Yitayal Silesh Yigzaw Guide : NEBERE Esubalew Bekele | Julio Cesar Agripino dos Santos Guide : BATISTA dos SANTOS Micael |
| 1 500 m T13 | Aleksandr Kostin                                           | Rouay Jebabli                                        | Anton Kuliatin                                                    |
| 1 500 m T20 | Ben Sandilands                                             | Sandro Baessa                                        | Michael Brannigan                                                 |
| 1 500 m T38 | Amen Allah Tissaoui                                        | Nate Riech                                           | Reece Langdon                                                     |
| 1 500 m T46 | Aleksandr Laremchuk                                        | Michael Roeger                                       | Antoine Praud                                                     |
| 1 500 m T54 | Jin Hua                                                    | Marcel Hug                                           | Dai Yunqiang                                                      |

#### 5 000 mètres
| Épreuves    | Or                      | Argent           | Bronze          |
| 5 000 m T11 | Júlio César Agripino    | Kenya Karasawa   | Yelstin Jaques  |
| 5 000 m T13 | Yasine Ouhdadi el Ataby | Aleksandr Kostin | Anton Kuliatin  |
| 5 000 m T54 | Daniel Romanchuk        | Marcel Hug       | Faisal Alrajehi |

#### Marathon
| Épreuves     | Or             | Argent              | Bronze        |
| Marathon T12 | Wajdi Boukhili | Alberto Suarez Laso | El A          |
| Marathon T54 | Marcel Hug     | Hua Jin             | Tomaki Suzuki |

#### Saut en longueur
| Épreuves             | Or                           | Argent                    | Bronze                          |
| Saut en longueur T11 | Di Dongdong                  | Chen Shichang             | Joan Muñar Martinez             |
| Saut en longueur T12 | Said Najafzade               | Doniyor Saliev            | Fernando Vazquez                |
| Saut en longueur T13 | Orkhan Aslanov               | Isaac Jean-Paul           | Paulo Henrique Andrade dos Reis |
| Saut en longueur T20 | Matvei Iakushev              | Abdul Latif Romly         | Jhon Sebastian Obando Asprilla  |
| Saut en longueur T36 | Evgenii Torsunov             | Aser Mateus Almeida Ramos | Oleksandr Lytvynenko            |
| Saut en longueur T37 | Brian Lionel Impellizzeri    | Samson Opiyo              | Mateus Evangelista Cardoso      |
| Saut en longueur T38 | Khetag Khinchagov            | Zhong Huanghao            | José Gregorio Lemos Rivas       |
| Saut en longueur T47 | Robiel Yankiel Sol Cervantes | Wang Hao                  | Nikita Kotuvok                  |
| Saut en longueur T63 | Joel de Jong                 | Daniel Wagner             | Noah Mbuyamba                   |
| Saut en longueur T64 | Markus Rehm                  | Derek Loccident           | Jarryd Wallace                  |

#### Lancer de massue
| Épreuves             | Or              | Argent                    | Bronze              |
| Lancer de massue F32 | Aleksei Churkin | Athanasios Konstantinidis | Ahmed Mehideb       |
| Lancer de massue F51 | Dharambir       | Pranav Soorma             | Zeljko Dimitrijevic |

#### Saut en hauteur
| Épreuves            | Or                | Argent          | Bronze                          |
| Saut en hauteur T47 | Roderick Townsend | Nishad Kumar    | Georgii Margiev                 |
| Saut en hauteur T63 | Ezra Frech        | Sharad Kumar    | Mariyappan Thangavelu           |
| Saut en hauteur T64 | Praveen Kumar     | Derek Loccident | Temurbek Giyazov Maciej Lepiato |

#### Lancer de disque
| Épreuves             | Or                     | Argent            | Bronze               |
| Lancer de disque F11 | Oney Tapia             | Hassan Bajoulvand | Alvaro del Amo Cano  |
| Lancer de disque F37 | Tolibboy Yuldashev     | Jesse Zesseu      | Haider Ali           |
| Lancer de disque F52 | Rigivan Ganeshamoorthy | Aigars Apinis     | André Rocha          |
| Lancer de disque F56 | Claudiney Batista      | Yogesh Kathuniya  | Konstantinos Tzounis |
| Lancer de disque F64 | Jeremy Campbell        | Akeem Stewart     | David Blair          |

#### Lancer de javelot
| Épreuves              | Or                        | Argent                     | Bronze                        |
| Lancer de javelot F13 | José Gregorio Lemos Rivas | Vladyslav Bilyi            | An Dongquan                   |
| Lancer de javelot F34 | Saeid Afrooz              | Mauricio Valencia          | Diego Fernando Meneses Medina |
| Lancer de javelot F38 | José Lemos                | Vladyslav Bilyi            | An Dongquan                   |
| Lancer de javelot F41 | Bobirjon Omonov           | Niko Kappel                | Huang Jun                     |
| Lancer de javelot F46 | Guillermo Varona Gonzalez | Ajeet Singh                | Sundra Singh Guarjar          |
| Lancer de javelot F54 | Ivan Revenko              | Edgar Ulises Fuentes Yanez | Emmanouil Stefanoudakis       |
| Lancer de javelot F57 | Yorkinbek Odilov          | Muhammet Khalvandi         | Cicero Valdiran Lins Nobre    |
| Lancer de javelot F64 | Sumit                     | Dulan Kodithuwakku         | Michal Burian                 |

#### Lancer de poids
| Épreuves            | Or                          | Argent                    | Bronze                      |
| Lancer de poids F11 | Amirhossein Alipour Darbeid | Mahdi Alad                | Alvaro Del Amo Cano         |
| Lancer de poids F12 | Elbek Sultonov              | Volodymyr Ponomarenko     | Roman Danyliuk              |
| Lancer de poids F20 | Oleksandr Yarovyi           | Muhammad Ziyad Zolkefli   | Maksym Koval                |
| Lancer de poids F32 | Athanasios Konstantinidis   | Alexei Churkin            | Lazaros Stefanidis          |
| Lancer de poids F33 | Cai Bingchen                | Deni Cerni                | Zakariae Derhem             |
| Lancer de poids F34 | Mauricio Valencia           | Azeddine Nouiri           | Ahmad Hindi                 |
| Lancer de poids F35 | Khusniddin Norbekov         | Hernan Emanuel Urra       | Seyed Aliasghar Javanmardi  |
| Lancer de poids F36 | Vladimir Sviridov           | Alan Kokoity              | Dastan Mukashbekov          |
| Lancer de poids F37 | Kudratillokhon Marufkhujaev | Ahmed Ben Moslah          | Tolibboy Yuldashev          |
| Lancer de poids F40 | Miguel Monteiro             | Battulga Tsegmid          | Garrah Tnaiash              |
| Lancer de poids F41 | Bobirjon Omonov             | Niko Kappel               | Jun Huang                   |
| Lancer de poids F46 | Greg Stewart                | Sachin Sarjerao Khilari   | Luka Bakovic                |
| Lancer de poids F53 | Giga Ochkhikidze            | Abdelillah Gani           | Alireza Mokhtar Hemami      |
| Lancer de poids F55 | Ruzhdi Ruzhdi               | Zafar Zaker               | Nebojsa Duric Lech Stoltman |
| Lancer de poids F57 | Yasin Khosravi              | Thiago Paulino dos Santos | Hokato Hotozhe Sema         |
| Lancer de poids F63 | Faisal Sorour               | Aled Davies               | Tom Habscheid               |

### Femmes

#### 100 mètres
| Épreuves  | Or                                                                  | Argent                                    | Bronze                                                           |
| 100 m     |                                                                     |                                           |                                                                  |
| 100 m T11 | Jerusa Geber dos Santos Guide : Gabriel Aparecido dos Santos Garcia | Liu Cuiqing Guide : Chen Shengming        | Lorena Salvatini Spoladore Guide : Renato Ben Hur Costa Oliveira |
| 100 m T12 | Omara Durand Guide : Yuniol Kindelan Vargas                         | Oksana Boturchuk Guide : Mykyta Barabanov | Katrin Mueller-Rottgardt Guide : Noel-Philippe Fiener            |
| 100 m T13 | Lamiya Valiyeva                                                     | Rayane Soares da Silva                    | Orla Comerford                                                   |
| 100 m T34 | Hannah Cockroft                                                     | Kare Adenegan                             | Lan Hanyu                                                        |
| 100 m T35 | Zhou Xia                                                            | Guo Qianqian                              | Preethi Pal                                                      |
| 100 m T36 | Shi Yiting                                                          | Danielle Aitchison                        | Verônica Hipólito                                                |
| 100 m T37 | Wen Xiaoyan                                                         | Taylor Swanson                            | Jaleen Roberts                                                   |
| 100 m T38 | Karen Palomeque                                                     | Lída-María Manthopoúlou                   | Darian Faisury Jiménez                                           |
| 100 m T47 | Kiara Rodriguez                                                     | Brittni Mason                             | Anna Grimaldi                                                    |
| 100 m T53 | Samantha Kinghorn                                                   | Catherine Debrunner                       | Gao Fang                                                         |
| 100 m T54 | Léa Bayekula                                                        | Tatyana McFadden                          | Amanda Kotaja                                                    |
| 100 m T63 | Martina Caironi SB                                                  | Karisma Evi Tiarani WR                    | Monica Graziana Contrafatto Ndidikama Okoh PB                    |
| 100 m T64 | Fleur Jong                                                          | Kimberly Alkemade                         | Marlene van Gansewinkel                                          |

#### 200 mètres
| Épreuves  | Or                                                        | Argent                             | Bronze                              |
| 200 m     |                                                           |                                    |                                     |
| 200 m T11 | Jerusa Geber dos Santos Guide : Gabriel dos Santos Garcia | Liu Cuiqing Guide : Chen Shengming | Lahja Ishitile Guide : Sem Shimanda |
| 200 m T12 | Omara Durand Elias Guide : Yuniol Kindelan Vargas         | Alejandra Paola Pérez López        | Simran Sharma Guide : Abhay Singh   |
| 200 m T35 | Zhou Xia                                                  | Guo Qianqian                       | Preethi Pal                         |
| 200 m T36 | Shi Yiting                                                | Danielle Aitchison                 | Mali Lovell                         |
| 200 m T37 | Wen Xiaoyan                                               | Natalia Kobzar                     | Jiang Fenfen                        |
| 200 m T47 | Anna Grimaldi                                             | Brittni Mason                      | Sasirawan Inthachot                 |
| 200 m T64 | Kimberly Alkemade                                         | Marlene van Gansewinkel            | Irmgard Bensusan                    |

#### 400 mètres
| Épreuves  | Or                                          | Argent                                           | Bronze                                    |
| 400 m     |                                             |                                                  |                                           |
| 400 m T11 | Lahja Ishitile Guide : Sem Shimanda         | Thalita Simplício Guide : Felipe Veloso da Silva | He Shanshan Guide : You Junjie            |
| 400 m T12 | Omara Durand Guide : Yuniol Kindelan Vargas | Hajar Safarzadeh                                 | Oksana Boturchuk Guide : Mykyta Barabanov |
| 400 m T13 | Rayane Soares da Silva                      | Lamiya Valiyeva                                  | Carolina Duarte                           |
| 400 m T20 | Yuliia Shuliar                              | Aysel Önder                                      | Deepthi Jeevanji                          |
| 400 m T37 | Natalia Kobzar                              | Jiang Fenfen                                     | Viktoriia Slanova                         |
| 400 m T38 | Karen Palomeque                             | Luca Ekler                                       | Lindy Ave                                 |
| 400 m T47 | Fernanda Yara da Silva                      | Lisbeli Vera Andrade                             | Maria Clara Augusto da Silva              |
| 400 m T53 | Catherine Debrunner                         | Samantha Kinghorn                                | Zhou Hongzhuan                            |
| 400 m T54 | Léa Bayekula                                | Manuela Schär                                    | Zhou Zhaoqian                             |

#### 800 mètres
| Épreuves  | Or                  | Argent            | Bronze           |
| 800 m     |                     |                   |                  |
| 800 m T34 | Hannah Cockroft     | Kare Adenegan     | Eva Houston      |
| 800 m T53 | Catherine Debrunner | Samantha Kinghorn | Zhou Hongzhuan   |
| 800 m T54 | Manuela Schär       | Zhou Zhaoqian     | Susannah Scaroni |

#### 1 500 mètres
| Épreuves    | Or                                           | Argent                         | Bronze                                      |
| 1 500 m     |                                              |                                |                                             |
| 1 500 m T11 | Yayesh Gate Tesfaw Guide : Girma Kindu Sisay | He Shanshan Guide : You Junjie | Louzanne Coetzee Guide : Erasmus Badenhorst |
| 1 500 m T13 | Tigist Gezahagn Menigstu                     | Fatima Ezzahra El Idrissi      | Liza Corso                                  |
| 1 500 m T20 | Barbara Bieganowska-Zając                    | Lyudmila Danilina              | Antônia Keyla                               |
| 1 500 m T54 | Catherine Debrunner                          | Samantha Kinghorn              | Susannah Scaroni                            |

#### 5 000 mètres
| Épreuves    | Or                  | Argent           | Bronze             |
| 5 000 m     |                     |                  |                    |
| 5 000 m T54 | Catherine Debrunner | Susannah Scaroni | Madison de Rozario |

#### Marathon
| Épreuves     | Or                        | Argent             | Bronze            |
| Marathon     |                           |                    |                   |
| Marathon T12 | Fatima Ezzahra El Idrissi | Meryem En-Nourhi   | Misato Michishita |
| Marathon T54 | Catherine Debrunner       | Madison de Rozario | Susannah Scaroni  |

#### Saut en longueur
| Épreuves             | Or                  | Argent                    | Bronze              |
| Saut en longueur T11 | Asila Mirzayorova   | Zhou Guohua               | Alba Garcia Falagan |
| Saut en longueur T12 | Oksana Zubkovska    | Sara Martínez             | Lynda Hamri         |
| Saut en longueur T20 | Karolina Kucharczyk | Zileide Cassiano da Silva | Fatma Damla Altin   |
| Saut en longueur T37 | Wen Xiaoyan         | Jaleen Roberts            | Manon Genest        |
| Saut en longueur T38 | Luca Ekler          | Nele Moos                 | Karen Palomeque     |
| Saut en longueur T47 | Kiara Rodriguez     | Petra Luteran             | Bjørk Nørremark     |
| Saut en longueur T63 | Vanessa Low         | Martina Caironi           | Elena Kratter       |
| Saut en longueur T64 | Fleur Jong          | Marlene van Gansewinkel   | Beatriz Hatz        |

#### Lancer de massue
| Épreuves             | Or            | Argent          | Bronze           |
| Lancer de massue F32 | Maroua Brahmi | Parastoo Habibi | Giovanna Boscolo |

#### Lancer de javelot
| Épreuves              | Or                | Argent                  | Bronze        |
| Lancer de javelot F13 | Zhao Yuping       | Anna Kulinich-Sorokina  | Natalija Eder |
| Lancer de javelot F34 | Zou Lijuan        | Zuo Caiyun              | Dayna Crees   |
| Lancer de javelot F46 | Naibys Morillo    | Shahinakhon Yugitalieva | Hollie Arnold |
| Lancer de javelot F54 | Nurkhon Kurbanova | Flora Ugwunwa           | Elham Salehi  |
| Lancer de javelot F56 | Diāna Krumina     | Raíssa Rocha Machado    | Lin Sitong    |

#### Lancer de disque
| Épreuves             | Or                        | Argent           | Bronze                        |
| Lancer de disque F11 | Zhang Liangmin            | Assunta Legnante | Xue Enhui                     |
| Lancer de disque F38 | Simoné Kruger             | Li Yingli        | Xiomara Saldrariaga Hermandez |
| Lancer de disque F41 | Raoua Tlili               | Youssra Karim    | Estefany López                |
| Lancer de disque F53 | Elizabeth Rodrigues Gomes | Onidani Keiko    | Zoia Ovsii                    |
| Lancer de disque F55 | Érica Castaño             | Dong Feixia      | Rosa María Guerrero           |
| Lancer de disque F57 | Nassima Saifi             | Xu Mian          | Mokhigul Khamdamova           |
| Lancer de disque F64 | Yang Yue                  | Yao Juan         | Osiris Machado                |

#### Lancer de poids
| Épreuves            | Or                      | Argent                      | Bronze               |
| Lancer de poids F12 | Assunta Legnante        | Safiya Burkhanova           | Zhao Yuping          |
| Lancer de poids F20 | Sabrina Fortune         | Gloria Agblemagnon          | Poleth Méndes        |
| Lancer de poids F32 | Anastasiia Moskalenko   | Wanna Helena Brito Oliveira | Evgeniia Glaktionova |
| Lancer de poids F33 | Wu Qing                 | Gilda Guadalupe Cota Vera   | Svetlana Krivenok    |
| Lancer de poids F34 | Zou Lijuan              | Lucyna Kornobys             | Saida Amoudi         |
| Lancer de poids F35 | Mariia Pomazan          | Wang Jun                    | Anna Nicholson       |
| Lancer de poids F37 | Li Yingli               | Mi Na                       | Irina Vertinskaya    |
| Lancer de poids F41 | Raoua Tlili             | Kubaro Khakimova            | Antonella Ruiz Diaz  |
| Lancer de poids F46 | Noelle Malkamaki        | Mariia Shpatkivska          | Holly Robinson       |
| Lancer de poids F54 | Gloria Zarza Guadarrama | Elizabeth Rodrigues Gomes   | Nurkhon Kurbanova    |
| Lancer de poids F57 | Safia Djelal            | Xu Mian                     | Nassima Saifi        |
| Lancer de poids F64 | Yao Juan                | Arelle Middleton            | Yang Yue             |

### Mixte
| Épreuves                | Or                                                               | Argent                                                                  | Bronze                                                                 |
| Relais 4×100m universel | Chine Zhou Guohua Guide : Gu Dengpu Wang Hao Wen Xiaoyan Hu Yang | Grande-Bretagne Zachary Shaw Jonnie Peacock Ali Smith Samantha Kinghorn | États-Unis Noah Malone Hunter Woodhall Taylor Swanson Tatyana McFadden |

### Tableau des médailles
- Pays organisateur (France)

| Rang  | Nation              | Or  | Argent | Bronze | Total |
| ----- | ------------------- | --- | ------ | ------ | ----- |
| 1     | Chine               | 21  | 22     | 16     | 59    |
| 2     | États-Unis          | 10  | 14     | 14     | 38    |
| 3     | Brésil              | 10  | 11     | 15     | 36    |
| 4     | Ukraine             | 8   | 6      | 5      | 19    |
| 5     | Ouzbékistan         | 8   | 4      | 4      | 16    |
| 6     | Suisse              | 7   | 4      | 2      | 13    |
| 7     | Grande-Bretagne     | 6   | 8      | 4      | 18    |
| 8     | Colombie            | 6   | 1      | 9      | 16    |
| 9     | Pays-Bas            | 5   | 4      | 3      | 12    |
| 10    | Tunisie             | 5   | 3      | 3      | 11    |
| 11    | Canada              | 5   | 3      | 1      | 9     |
| 12    | Cuba                | 5   | 1      | 1      | 7     |
| 13    | Inde                | 4   | 6      | 7      | 17    |
| 14    | Italie              | 4   | 3      | 1      | 8     |
| 15    | Belgique            | 4   | 1      | 1      | 6     |
| 16    | Algérie             | 4   | 0      | 3      | 7     |
| 17    | Maroc               | 3   | 6      | 4      | 13    |
| 18    | Iran                | 3   | 6      | 3      | 12    |
| 19    | Australie           | 3   | 2      | 6      | 11    |
| 20    | Azerbaïdjan         | 3   | 1      | 0      | 4     |
| 21    | Thaïlande           | 2   | 5      | 1      | 8     |
| 22    | Grèce               | 2   | 2      | 3      | 7     |
| 23    | Mexique             | 2   | 2      | 2      | 6     |
| 24    | Pologne             | 2   | 2      | 2      | 6     |
| 25    | Venezuela           | 2   | 2      | 0      | 4     |
| 26    | Éthiopie            | 2   | 1      | 0      | 3     |
| 27    | Équateur            | 2   | 0      | 2      | 4     |
| 28    | Afrique du Sud      | 2   | 0      | 2      | 4     |
| 29    | Costa Rica          | 2   | 0      | 0      | 2     |
| 30    | Espagne             | 1   | 3      | 4      | 8     |
| 31    | Allemagne           | 1   | 3      | 4      | 8     |
| 32    | Nouvelle-Zélande    | 1   | 3      | 2      | 6     |
| 33    | Argentine           | 1   | 2      | 3      | 6     |
| 34    | Hongrie             | 1   | 2      | 0      | 3     |
| 35    | Portugal            | 1   | 1      | 1      | 3     |
| 36    | Lettonie            | 1   | 1      | 0      | 2     |
| 37    | Koweït              | 1   | 0      | 1      | 2     |
| 38    | Namibie             | 1   | 0      | 1      | 2     |
| 39    | Bulgarie            | 1   | 0      | 0      | 1     |
| 40    | Géorgie             | 1   | 0      | 0      | 1     |
| 41    | Arabie saoudite     | 1   | 0      | 0      | 1     |
| 42    | Japon               | 0   | 4      | 5      | 9     |
| 43    | France              | 0   | 3      | 2      | 5     |
| 44    | Danemark            | 0   | 2      | 1      | 3     |
| 45    | Malaisie            | 0   | 2      | 1      | 3     |
| 46    | Turquie             | 0   | 2      | 1      | 3     |
| 47    | Indonésie           | 0   | 2      | 0      | 2     |
| 48    | Finlande            | 0   | 1      | 3      | 4     |
| 49    | Croatie             | 0   | 1      | 1      | 2     |
| 50    | Serbie              | 0   | 1      | 1      | 2     |
| 51    | Kenya               | 0   | 1      | 0      | 1     |
| 52    | Monaco              | 0   | 1      | 0      | 1     |
| 53    | Niger               | 0   | 1      | 0      | 1     |
| 54    | Norvège             | 0   | 1      | 0      | 1     |
| 55    | Sri Lanka           | 0   | 1      | 0      | 1     |
| 56    | Trinité-et-Tobago   | 0   | 1      | 0      | 1     |
| 57    | Irak                | 0   | 0      | 2      | 2     |
| 58    | Autriche            | 0   | 0      | 1      | 1     |
| 59    | Irlande             | 0   | 0      | 1      | 1     |
| 60    | Jordanie            | 0   | 0      | 1      | 1     |
| 61    | Kazakhstan          | 0   | 0      | 1      | 1     |
| 62    | Luxembourg          | 0   | 0      | 1      | 1     |
| 63    | Maurice             | 0   | 0      | 1      | 1     |
| 64    | Pakistan            | 0   | 0      | 1      | 1     |
| 65    | Équipe des réfugiés | 0   | 0      | 1      | 1     |
| Total | Total               | 169 | 169    | 169    | 507   |